# Alfred Grandidier
Alfred Grandidier (1836 –1921) va ser un explorador i naturalista francès.
Era fill d'una família molt acabalada, als seus 20 anys junt amb el seu germà, Ernest Grandidier (1833–1912), va emprendre la volta al món. Al principi van ser dirigits per l'astrònom Pierre Jules César Janssen (1824–1907), però en emmalaltir Janssen, continuaren tots sols. Visitaren Amèrica del Sud el 1858 i 1859 i en particular els Andes, Perú, Xile, Bolívia, Argentina i Brasil. Durant el viatge recolliren gran quantitat d'espècimens que Ernest analitzà l'any 1860. També arribaren i recolliren espècimens a la Xina i Índia, Unguja i l'illa de Réunion. El 1865 visitaren Madagascar.

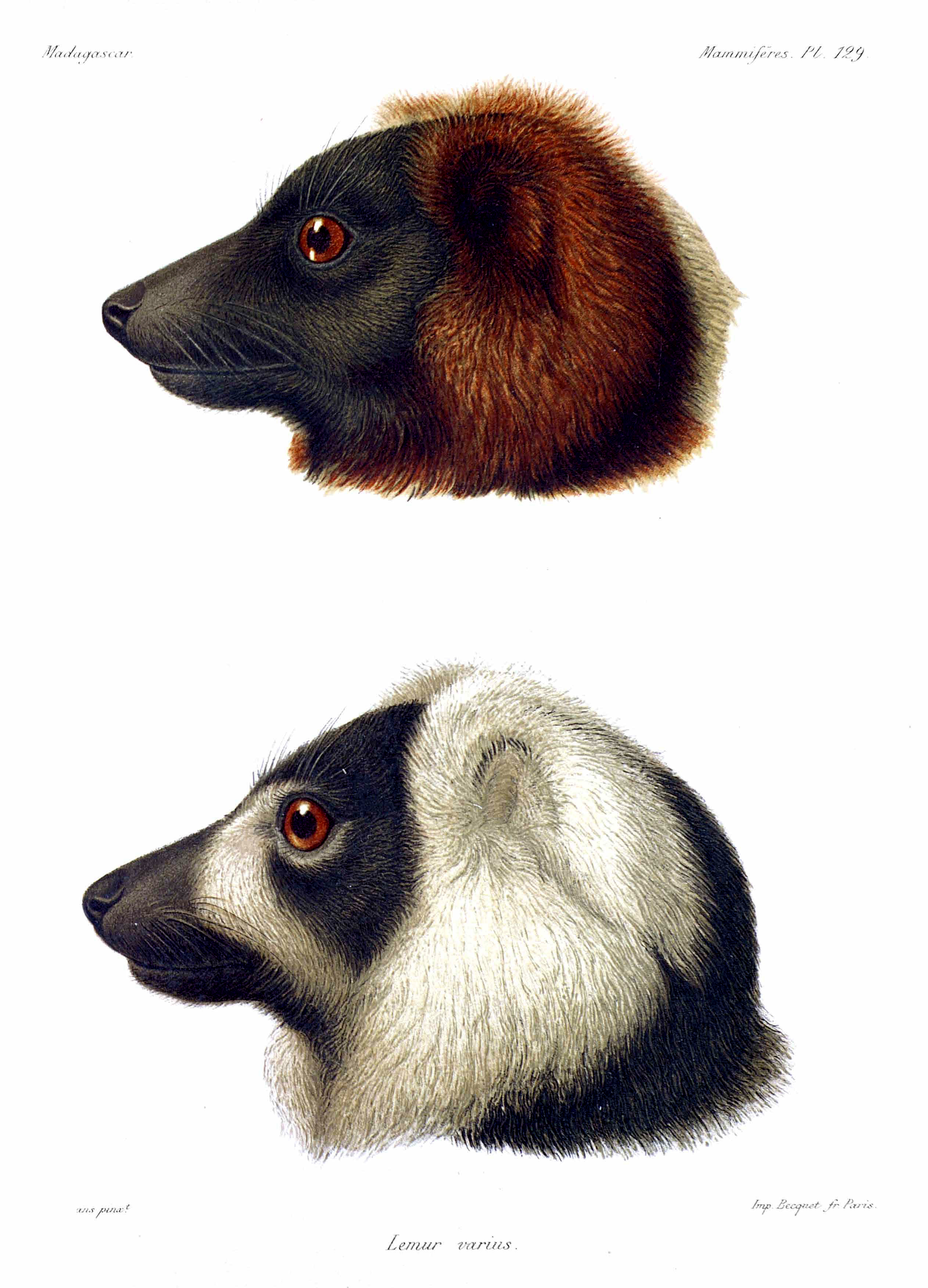
Lèmur Varecia

A la tornada a França començaren a treballar en la seva gran obra, L'Histoire physique, naturelle et politique de Madagascar en 40 volums publicada pòstumament per Guillaume Grandidier. La van fer en col·laboració amb Alphonse Milne-Edwards i Leon Vaillant. En l'obra descriuen cinquanta noves espècies de rèptils i amfibis. L'obra d'Alfred Grandidier va captar l'atenció del govern francès que va acabar annexant l'illa el 1895.
Oplurus grandidieri, és una espècie de llangardaix i Xenotyphlops grandidieri, una espècie de serp, van rebre el seu nom de part de l'herpetòleg François Mocquard. La grandidierita és un mineral de la classe dels silicats descoberta al districte de Tôlanaro (Madagascar), que rep el nom en honor seu.

## Algunes obres
- 1867 Description de quatre espèces nouvelles de Lepidopteres decouvertes sur la cote sud-oust de Madagascar. Revue et Magasin de Zoologie Pure et Appliquee 19:272–275.
- 1887 Histoire physique, naturelle et politique de Madagascar,Vol. 18. Imprimerie Nationale, Paris.
- 1887 Histoire physique, naturelle et politique de Madagascar,Vol. 19. Imprimerie Nationale, Paris.
- 1885–1887 Histoire naturelle des lepidopteres. Histoire, Physique Naturelle et Politique de Madagascar 18 [1887]:i-v, 1–364; 19 [1885].